# 狗虱灣
狗虱灣（英語：Kau Shat Wan）原是香港新界大嶼山一個海灣，在愉景灣及梅窩之間。1990年代，香港政府決定把狗虱灣填海，並在1997年在該處設立政府爆炸品倉庫，取代昂船洲的政府爆炸品倉庫。現時，已被拆卸的中環皇后碼頭的組件也放在狗虱灣內。